# Verdades ocultas
Verdades ocultas é uma telenovela chilena produzida e exibida pela Mega desde 24 de julho de 2017.
Atualmente, é a telenovela de maior duração na televisão chilena.

## Enredo
Laura Flores (Marcela Medel) é uma mulher de bom coração, que tem duas filhas: Rocío, sete anos de idade e Rosita (Carmen Zabala), de três anos. Infelizmente, devido a sua situação de extrema pobreza, Laura não tem escolha a não ser vender sua filha mais nova, Rosita, a Rodolfo Mackenna (Osvaldo Silva), um empreendedor de sucesso que possui uma cadeia de restaurantes. Rodolfo vai procurar a menina enquanto ambos estão sozinhos na casa, fazendo Rocío acreditar que Rosita foi roubada por ele, de modo que ele nunca sabe a verdade. Isto fará com que a partir desse momento Rocío agüente com a dor de ter perdido Rosita e a culpa por não ter podido fazer nada por sua irmã enquanto ela viu como a levavam. No caso de Laura, ela viverá com enorme pesar e dor por ter vendido sua filha.
No entanto, depois de vinte anos, o destino é responsável por colocá-los de volta juntos. Tudo isso quando Rodolfo abre seu novo restaurante ao lado da passagem onde moram Laura (Marcela Medel) e Rocío (Camila Hirane), e decide dar este restaurante a Rosita, agora com o nome de Agustina Mackenna (Carmen Zabala), em seu aniversário número vinte e três. Isso fará com que Laura decida lutar para recuperar sua filha Rosita e para emendar de uma vez por todas o grave erro que cometeu há vinte anos, quando tomou a decisão fatal de vender uma de suas filhas para salvar a outra. Tudo ficará ainda mais complicado quando as duas irmãs, Rocío e Agustina, sem conhecerem o parentesco que as une, se enfrentam quando se apaixonam pelo mesmo homem: Tomás (Matías Oviedo).

## Elenco
- Camila Hirane como Rocío Verdugo / Mackenna
- Javiera Díaz de Valdés como Amelia Rivera / Agustina Mackenna Flores
- Matías Oviedo como Tomás Valencia / Mackenna
- Cristián Arriagada como Diego Castillo
- Francisca Gavilán como Eliana Zapata
- Viviana Rodríguez como María Luisa Guzmán
- Cristián Carvajal como Samuel Diez
- María José Necochea como María Angélica Barraza
- Emilio Edwards como Nicolás Walker
- Julio-Jung-Duvauchelle como Ricardo San Martín
- Nicolás Saavedra como Rafael Silva
- María Jesús Miranda como Javiera Diez
- Renato Jofré como Gonzalo Verdugo
- Luna Martínez como Claudia Cárdenas
- Camilo Carmona cómo Marco Tapia
- Beltrán Izquierdo cómo Cristóbal Tapia
- Carmen Zabala  como Agustina Mackenna / Rosa "Rosita" Mackenna
- Marcela Medel como Laura Flores
- Carmen Gloria Bresky como Gladys Núñez / Raquel Núñez
- Osvaldo Silva como Rodolfo Mackenna
- Mauricio Pesutic como Mario Verdugo
- Renato Munster como José Soto
- María de los Ángeles García como Maite Soto
- Ricardo Vergara como Franco Soto
- Macarena Teke como Nadia Retamales
- Norma Norma Ortíz como Maruja Pérez
- Juan Falcón como Francesco Leone
- Rocío Toscano como Roxana Diez Núñez
- Carlos Díaz como Leonardo San Martín
- Teresita Reyes como Gabriela Marín
- Julio Milostich como Pedro Mackenna
- Paula Sharim como Isabel Guzmán
- Alejandro Trejo como Genaro Silva
- Begoña Basauri como Muriel Droguett
- Santiago Tupper como Alonso Toledo
- Andrea Eltit como Belma Halabí
- Nicolás Brown como Eduardo Fuentes Pérez
- Antonia Giesen como Paula Fuentes Pérez
- Khaled Darwich como Sebastián Mackenna Guzmán
- Paulina Eguiluz como Gloria Zúñiga
- Claudia Hidalgo como Viviana Leiva
- María Angélica Luzzi como Teresa Durán
- Lorena Prada como Olga Salazar
- Catalina Vera como Marisol Sánchez
- Catalina Silva como Isidora Undurraga
- Mariano Arce como Tomás Valencia Verdugo
- Sofía García como María Luisa Guzmán (Adolescente)
- Hernán Contreras como Emilio Velásquez
- Julio César Serrano como Conserje
- Carlos Martínez como Dr. Gustavo Lama
- Carlos Briones como Jairo
- Joaquín Emilio como Maestro espiritual
- Bárbara Ríos como Sonia
- Claudia Tapia Mendoza como Laura Flores (Adolescente)
- Cristian Soto Marabolí como Pedro Mackenna (Adolescente)
- Alondra Valenzuela como Agustina Mackenna (Ninha)
- Catalina Silva como Isidora Undurraga
- Catalina de la Cerda como Florencia
- Jorge Denegri como pai de Isidora
- Felipe Jaroba como Gendarme Miguel
- Romeo Singer como doutor de Rafael
- Bárbara Mundt como juiz
- Cristián Alegría como Abogado de Pedro Mackenna
- Francisco González cómo Camilo San Martín
- Sebastian Goya cómo Joaquín Neira

## Prêmios e indicações
| 2018 | Copihue de Oro |                   |                   |          |
| 2018 | Copihue de Oro | Melhor telenovela | Melhor telenovela | Indicado |